# Lantzia carinata
Espèce
Statut de conservation UICN

 CR B1+2c : 
En danger critique
Lantzia carinata est une espèce de mollusques gastéropodes d'eau douce de la famille des Lymnaeidae. Cette espèce est endémique de La Réunion.